# Torre Cabrera (Pozzallo)
La Torre Cabrera è una imponente "palacium" che coniugava la funzione di residenza signorile con quella di punto di controllo delle granaglie e delle merci, costruita nel XV secolo.

## Storia
Nel XV secolo il sito dell'attuale Pozzallo era conosciuto dai naviganti per le sorgenti di acqua chiamate di "Pozzofeto" e della "Senia", in quei tempi tanto famose da essere segnalate sui portolani e sulle carte nautiche per il rifornimento delle scorte d'acqua dei navigli. Quando Manfredi Chiaramonte, Conte di Modica, vi costruì un caricatore, cioè un complesso di magazzini sulla costa completo di pontili e scivoli per l'imbarco di merce sui velieri, considerato il secondo per importanza della Sicilia dell'epoca, si rese necessaria anche la costruzione di strutture per la sua difesa; 
Il “palacium” fu costruito nel primo quattrocento in stile gotico siciliano per volere del conte di Modica Giovanni Bernardo Cabrera, esponente di una delle più illustri famiglie catalane, i visconti Cabrera e Bas e conti di Osona, che sostenne e finanziò i sovrani spagnoli nella riconquista della Sicilia e ne ebbe in cambio la contea di Modica confiscata ai ribelli Chiaramonte. Da lui prese il nome: Torre di Cabrera.
La struttura risultò molto imponente misura 20 metri per lato e 28 m di altezza, di grande importanza militare per l'avvistamento preventivo dei velieri pirata che in quel tempo miravano spesso ai magazzini del caricatore, sempre colmi di grano della Contea di Modica, che imbarcato a Pozzallo raggiungeva i più lontani porti del Mediterraneo.
Nella torre prestavano servizio soldati e artiglieri e sulle sue terrazze vi erano piazzati cannoni di diverso calibro mentre dei cavalieri sorvegliavano la costa. Venivano anche catturati e puniti i criminali o i prigionieri saraceni catturati e giustiziati: venivano gettati, con mani e piedi legate, in un pozzo scavato nei sotterranei della Torre che era collegato con il mare, quindi, con l’arrivo dell’alta marea, morivano per annegamento.
Nel piano nobile, caratterizzato da imponenti volte a crociera, si trova la residenza del Conte, spiccano gli stemmi scolpiti raffiguranti il blasone della nobile famiglia catalana dei Cabrera.
Attorno alla Torre Cabrera si sviluppò il primo agglomerato urbano di Pozzallo, costituito in un primo tempo da poche centinaia di persone fra soldati e pescatori.
Nel 1693 la torre subì alcuni  danni in seguito al disastroso terremoto e fu restaurata, su progetto dell'ingegnere Domingo Garay, applicando alcune modifiche al progetto originale, tra cui la costruzione della terrazza affacciata sul mare e l'edificazione del borgo circostante, compresi i magazzini per lo stoccaggio di frumento, vino, legna e carbone.
Oggi la torre è un monumento nazionale ed è riportata sullo stemma della città di Pozzallo.

## Struttura ed elementi architettonici
la Torre è una struttura con pianta quadrata, 20 metri di lato e 28 di altezza. È costituita da tre piani e un sotterraneo. Il piano nobile è caratterizzato da ambienti con imponenti volte gotiche costolonate con chiavi di volta scolpite ed eleganti trifore. Conserva all'esterno il cinquecentesco bastione scarpato, che si protende sul mare con l'imponente terrazza, munita delle troniere per la manovra dei pezzi d'artiglieria prescritti dalle esigenze del sistema difensivo della Sicilia nel Mediterraneo,

### Esterno
La struttura originaria si sostanziava in un semplice parallelepipedo, costruito su un tratto di scogli, circondato dal mare su tre lati e raggiungibile dalla terraferma tramite un pontile. Le mura erano spesse circa due metri e mezzo. La Torre era circondata da un muro di cinta, sul quale era costruita una scala in pietra che collegava il piccolo chiostro interno ad un portone al primo piano. Inizialmente, la Torre era sprovvista del bastione affacciato sul mare.

## Galleria d'immagini

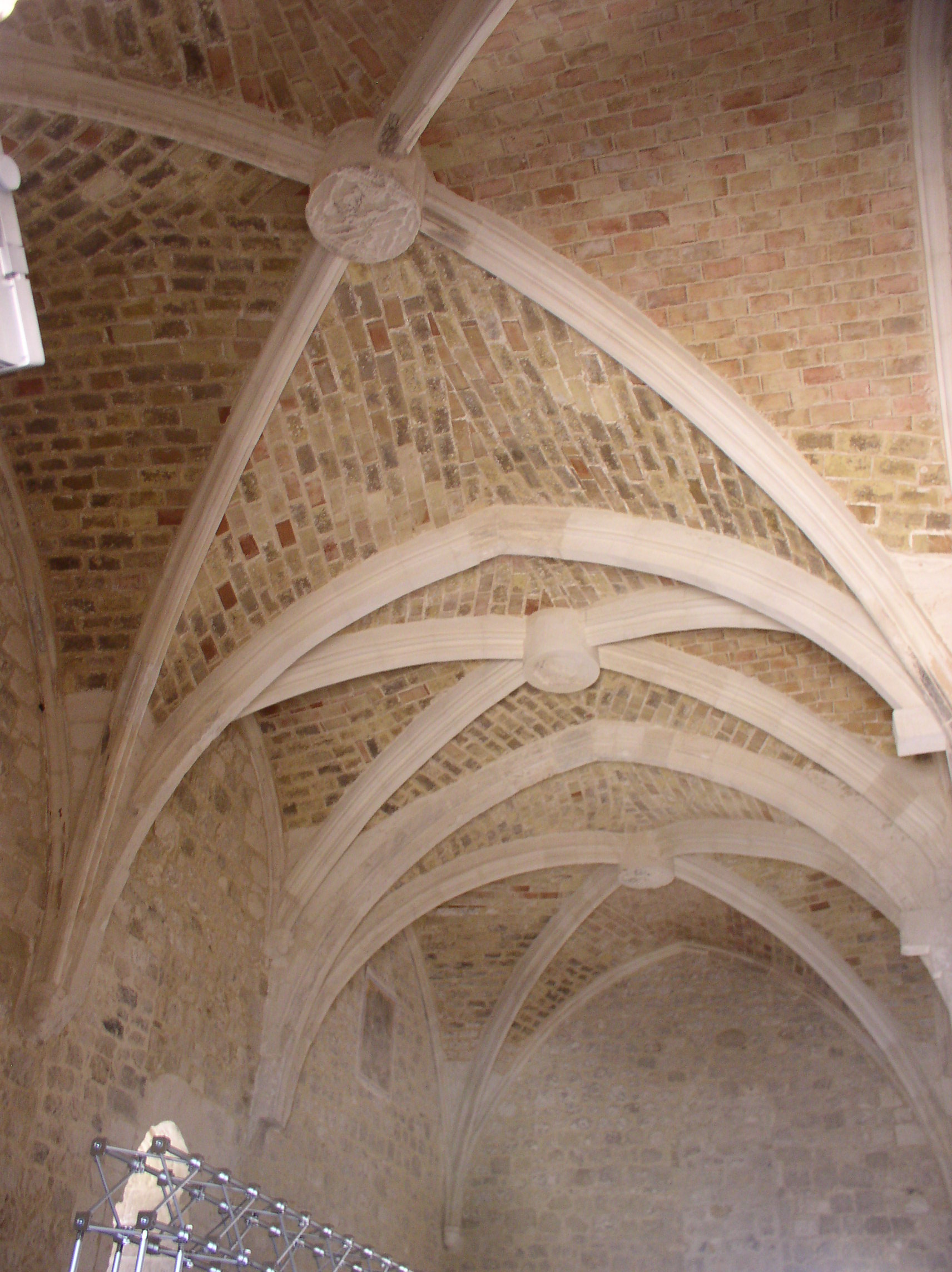
Stemmi della famiglia Cabrera nella volta a crociera
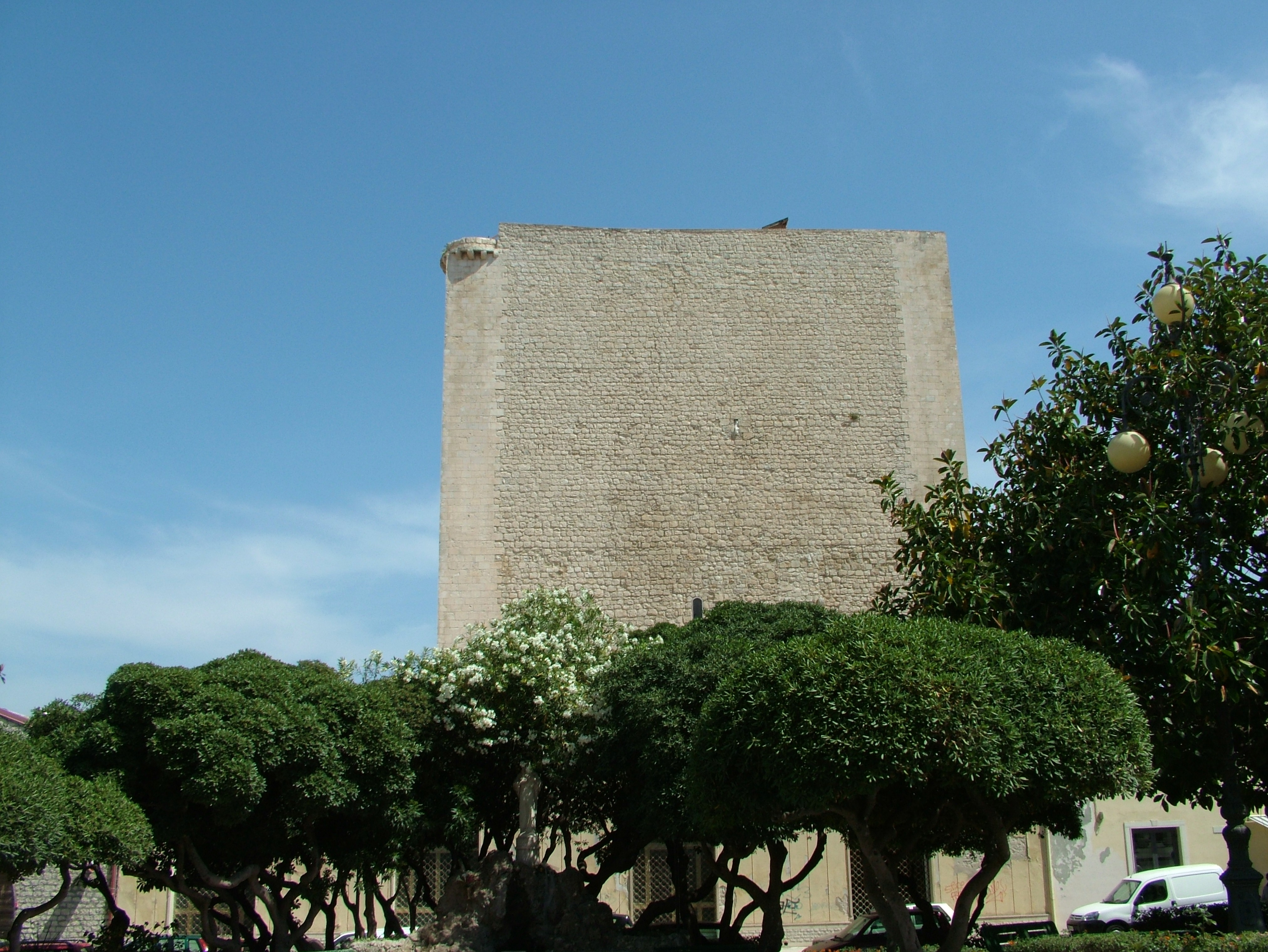
Lato nord della torre
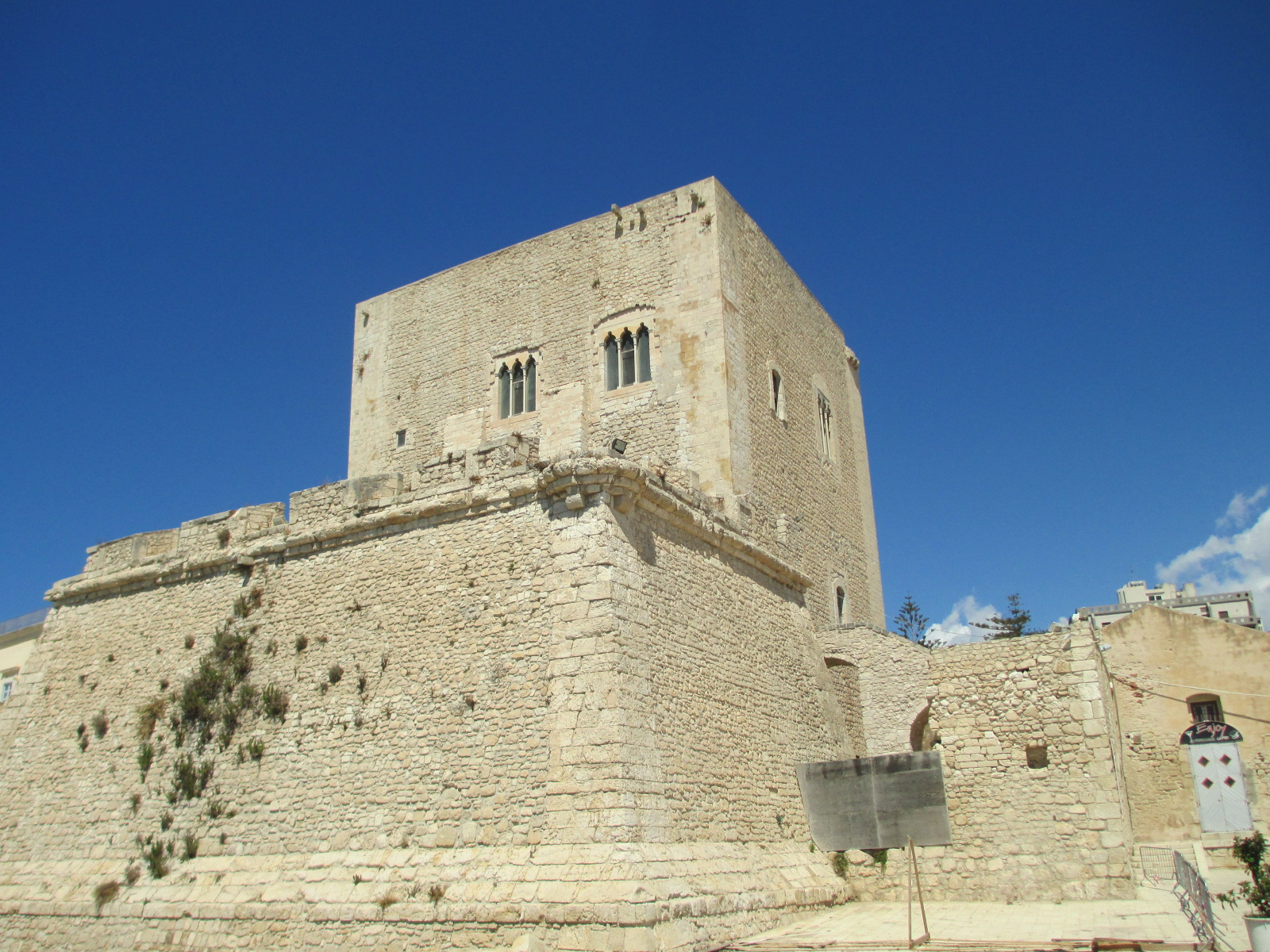
Lato sud della torre